# تونس في الألعاب المتوسطية 1987
شاركت تونس في الألعاب المتوسطية 1987 في اللاذقية وفازت بميداليتين ذهبيتين, 4 ميداليات فضية و 5 ميداليات برونزية. ومثل تونس في هذه الدورة 46 رياضي ورياضية واحدة وهي سندة الغربي التي فازت بميدالية فضية في سباق 100 متر سباحة.